# Пузајка
Пузајка (мкд. Пузајка) је насеље у Северној Македонији, у крајње северном делу државе. Пузајка је насеље у оквиру општине Старо Нагоричане.

## Географија
Пузајка је смештена у крајње северном делу Северне Македоније. Од најближег града, Куманова, село је удаљено 17 km североисточно.
Село Пузајка се налази у историјској области Средорек, у планинском крају (планина Рујен), на приближно 400 метара надморске висине. Источно од села протиче река Пчиња.
Месна клима је континентална.

## Становништво
Пузајка је према последњем попису из 2021. године имала 30 становника.
Претежна вероисповест месног становништва је православље.
| Национални састав према попису из 2021.‍ | Национални састав према попису из 2021.‍ | Национални састав према попису из 2021.‍ | Национални састав према попису из 2021.‍ | Национални састав према попису из 2021.‍ |
| --------------------------------------- | --------------------------------------- | --------------------------------------- | --------------------------------------- | --------------------------------------- |
|                                         |                                         |                                         |                                         |                                         |
| Македонци                               | Македонци                               |                                         | 30                                      | 100%                                    |